# Цервикографија
Цервикографија је неинвазивна дијагностичка медицинска метода у гинекологији којом се врши снимање грлића материце помоћу посебне камере. Друге сродне процедуре су спекулоскопија и колпоскопија. Мређутим за разлику од колпоскопије, цервикографија нема тренутни ЦПТ/ХЦПЦС код и обично њене трошкове не покрива већина компанија за медицинско осигурање).

## Историја
Технику цервикографије осмислио је и развио 1981. године Адолф Стафл, доктор медиицине, са Медицинског колеџа Висконсина.

## Намена
Цервикографија се сматра скрининг тестом за откривање рака грлића материце и његових прекурсора, који је комплементаран са Папаниколу тестом, који се током последњих 50 година користи као редовни скрининг и који се показао  ефикасним у смањењу морбидитета и морталитета од ове болести.  Упркос успеху Папаниколауовог теста, он има и нека ограничења од којих је приметна лажно негативних налаза, чија стопа се крећее чак и до 29%.  У том смислу цервикографију би требало сматрату допунском метода која може надопунити ограничења кокја постоје код Папаниколау теста.

## Добре и лоше стране
Цервикографија није ништа осетљивија од скрининга Папаникулао теста и има већу стопу лажно позитивних резултата (чиме се повећава број потребних колпоскопија).
Да ли би цервикографија могла имати улогу у земљама у којима не постоје програми скрининга Папа теста зависи од исплативости и и то се утврђује од 1998. године.
Студија из 2005. открила је да је осетљивост и специфичност цервикографије за интраепителијалну неоплазију грлића материце 72,3% односно 93,2%;  међутим, студија из 2007. критиковала је проценат осетљивости као „вероватно... пренаглашен” јер је „златни стандард” за  цервикалну неоплазију из 2005. године; колпоскопија (док биопсија може да пропусти случајеве цервикалне интраепителне неоплазије).